# Félix Weil
Lucio Félix José Weil, conocido por Félix Weil (Buenos Aires, Argentina, 8 de febrero de 1895–Dover, Delaware, EE. UU., 18 de septiembre de 1975) fue un mecenas e intelectual germano-argentino de origen judío y principal impulsor financiero de la Escuela de Fráncfort a través de creación en 1923 del Instituto de Investigación Social (Institut für Sozialforschung) de la Universidad de Frankfurt.

## Biografía
Lucio Félix Weil nació en Buenos Aires, Argentina. Sus padres, Hermann Weil y Rosa Weil, de origen judeo-alemán, eran ricos comerciantes. Hermann Weil es considerado uno de los mayores distribuidores de cereales del mundo en la primera y segunda década del siglo XX. A la edad de 9 años, asistió a la escuela alemana Goethe-Gymnasium, en Fráncfort. Más tarde, asistió a las universidades de Tubinga y Fráncfort, donde obtuvo un doctorado en ciencias políticas. Durante su estancia en estas universidades, se interesó notablemente por el socialismo y el marxismo. De acuerdo con el historiador intelectual Martin Jay, la clave de su discurso residía en «los problemas funcionales sobre la implementación del socialismo» (Martin Jay, 1973: 5). Participó en diversas polémicas de su época sobre el capitalismo de Estado, las características de la sociedad soviética, de las devino fuertemente crítico, el antisemitismo y el nazismo.

## Fundación de la Escuela de Fráncfort
En 1922 financió la Primera Semana de Trabajo Marxista (Erste Marxistische Arbeitswoche) en la ciudad alemana de Ilmenau. Al evento asistieron teóricos como Georg Lukács, Karl Korsch, Richard Sorge, Friedrich Pollock y Karl August Wittfogel. Alentado por el éxito del evento, decidió, junto a su amigo Friedrich Pollock, fundar en 1924 el Instituto para la Investigación Social (Institut für Sozialforschung) en Fráncfort, más conocido posteriormente como Escuela de Fráncfort. Su preocupación por la necesidad de un centro de estudios avanzados que analizara la sociedad del momento desde una perspectiva marxista, le impulsó definitivamente a la financiación económica de este centro. A pesar de ser su fundador y principal inversor, primero en Alemania y luego en su exilio en América —a causa de la llegada al poder del nazismo—, Weil se negó en todo momento a dirigir el centro e incluso a que este llevara su nombre. Por otra parte, sus ideas no concordaban con algunos de los principales referentes de la Escuela de Fráncfort como Max Horkheimer y Theodor W. Adorno. Radicado un tiempo en Berlín fue un importante promotor de intelectuales y artistas alemanes como el director teatral Erwin Piscator y el pintor George Grosz. También ayudó a la difusión de las obras de Marx y Engels en Europa. En la década de 1920 estuvo brevemente en la Argentina e hizo un precursor trabajo sobre la incipiente clase obrera local. En los años 30 volvió a su país de origen, donde jugó un rol en la reforma del sistema impositivo participando activamente en la creación del impuesto a los Réditos. En su libro El Enigma Argentino realiza un aporte importante de interpretación de la sociedad argentina hasta el arribo al poder del peronismo, del que fue luego muy crítico, defendiendo el proceso de industrialización y criticando fuertemente a la vieja clase dirigente conservadora y a los estancieros terratenientes.
Félix Weil fue una figura de contrastes: en Alemania era argentino, en Argentina un alemán, fue un empresario dedicado a financiar el mundo académico y un académico él mismo. Tuvo una importancia crucial en el pensamiento intelectual europeo del siglo XX y, aunque estuvo en su país natal sólo 16 años de su vida la mayor parte de su producción teórica la dedicó a los problemas argentinos.